# 保罗·诺伊曼
保罗·诺伊曼（德語：Paul Neumann，1875年6月13日—1932年2月9日），出生于维也纳，奥地利男子游泳运动员和医生。他参加了1896年夏季奥运会游泳比赛，并获得了男子500米自由泳金牌，成为奥地利第一位奥运金牌得主。